# Дженни, Нил
Нил Дженни (англ. Neil Jenney; род. 1945, Торрингтон, Коннектикут, США) — американский художник.

## Творчество
Нил Дженни учился в Массачусетском колледже искусств в Бостоне с 1964 по 1966, после чего поселился в Нью-Йорке, где занялся живописью. Он обрамлял свои картины агрессивными, нарочито объемными рамами, которые напоминали о его образовании скульптора. Во многих случаях название работы было написано большими буквами непосредственно на раме. На первых картинах такого рода он использовал широкие мазки и сопоставлял образ человека с объектами в театральной или аллегорической манере.
Уникальный стиль Дженни сложился в конце 1960-х как непосредственная реакция на минимализм и гиперреализм. Он стремился создать новую форму реализма, где нарративные истины могут быть обнаружены в простых отношениях объектов. Затрагивал такие темы, как технологический прогресс, эмоции и выживание. Элементы изображения урезаны до наиболее существенных цветов и форм. Зеленый — ландшафт или трава, голубой — небо или вода, коричневый — дерево или грязь.